# Informatief boek
Een informatief boek is een soort boek dat bestaat uit één bepaald onderwerp of meerdere onderwerpen met als doel er iets over te leren. Bijvoorbeeld dieren, beroepen, sport, kunst, aardrijkskunde (onder andere provincies,landen, werelddelen) en geschiedenis (onder andere volkeren, Tweede Wereldoorlog).
Het bestaat vaak uit tekst, foto's en tekeningen. Er zijn informatieve boeken voor verschillende leeftijden en doelgroepen.
Het wordt vooral gebruikt in het onderwijs, zowel op basisscholen als op scholen in het voortgezet onderwijs en universiteiten.
Ze zijn te vinden en te lenen in een schoolbibliotheek of openbare bibliotheek.
Een encyclopedie is bepaald soort informatief boek, een verzamelboek van vele onderwerpen.
Een informatief boek is voorzien van een SISO nummer en de eerste vier letters van de schrijver.